# Bomolocha perangulalis
Bomolocha perangulalis là một loài bướm đêm trong họ Noctuidae.